# Tessonne
Die Tessonne (französisch: Ruisseau de Tessonne) ist ein kleiner Fluss in Frankreich, der im Département Tarn-et-Garonne in der Region Okzitanien verläuft. Sie entspringt im südöstlichen Gemeindegebiet von Faudoas, entwässert generell in nordöstlicher Richtung und mündet nach rund 22 Kilometern im Gemeindegebiet von Bourret als linker Nebenfluss in die Garonne.

## Orte am Fluss
(Reihenfolge in Fließrichtung)
- Escazeaux
- Agasse, Gemeinde Beaumont-de-Lomagne
- Trois Ormettes, Gemeinde Comberouger
- Vigueron
- Belbèze-en-Lomagne
- Bergès, Gemeinde Saint-Sardos
- Bertasses, Gemeinde Larrazet
- Bourret